# 헤리퍼드

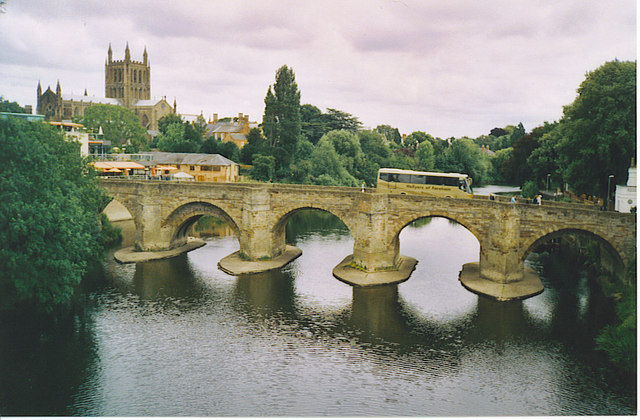
헤리퍼드

헤리퍼드(Hereford)는 영국 잉글랜드 헤리퍼드셔주의 도시이다. 인구는 약 55,800이다. 영국 특수부대 SAS의 본부이기도 하다.

## 같이 보기
- 헤리퍼드셔주